# 福梅克

福梅克是哥倫比亞的城鎮，位於該國中部，由昆迪納馬卡省負責管轄，面積556平方公里，海拔高度1,780米，2005年人口11,669，人口密度每平方公里20.99人。
4°29′N 73°54′W / 4.483°N 73.900°W